# Langenbach, Freising
Langenbach là một đô thị thuộc huyện Freising trong bang Bayern nước Đức. Đô thị Langenbach, Freising có diện tích 26,89 km², dân số thời điểm 31 tháng 12 năm 2006 là 4000 người.